# Onychodiaptomus birgei
Onychodiaptomus birgei är en kräftdjursart som först beskrevs av Marsh 1894.  Onychodiaptomus birgei ingår i släktet Onychodiaptomus och familjen Diaptomidae. Inga underarter finns listade i Catalogue of Life.